# CinemaScore
CinemaScore è una società di ricerche di mercato con sede a Las Vegas. Esamina le audience cinematografiche per valutare le loro esperienze di visualizzazione con dei voti dati da delle lettere, e riporta i risultati e le previsioni di incassi al botteghino in base ai dati.

## Storia
Ed Mintz fondò CinemaScore nel 1978 dopo aver detestato The Cheap Detective nonostante fosse un fan di Neil Simon, e sentendo un altro partecipante deluso che voleva sentire le opinioni della gente comune anziché dei critici. L'azienda conduce sondaggi al pubblico che ha visto un film nelle sale, chiedendo loro di valutare il film e specificare cosa li ha attirati. I risultati sono pubblicati su Entertainment Weekly. CinemaScore conduce anche sondaggi per determinare l'interesse del pubblico per il noleggio di film, inserendo una demografia per età e sesso e trasmettendo informazioni a società di video come la Fox Video Corporation.
Il sondaggista di CinemaScore Dede Gilmore ha riportato la tendenza del 1993: "La maggior parte dei film ottiene facilmente un B+. Penso che le persone arrivino volentieri all'intrattenimento, hanno grandi aspettative, sono più indulgenti con i loro voti, ma come (gli spettatori) fanno di più, diventano critici più forti". Nel 1993, i film classificati come A Scent of a Woman - Profumo di donna, Codice d'onore e Un giorno di ordinaria follia. I film classificati con B includono Sommersby e Qualcuno da amare. Un film di qualità C per l'anno è stato Body of Evidence - Il corpo del reato.
CinemaScore in un primo momento ha riportato i suoi risultati ai consumatori, tra cui una rubrica di un giornale e un programma radiofonico. Dopo che la 20th Century Fox si avvicinò alla società nel 1989, ha iniziato a vendere i dati agli studi. Il sito web è stato lanciato da CinemaScore nel 1999, dopo tre anni di ritardo in cui il presidente ha cercato sponsorizzazioni da riviste e società di video. Brad Peppard è stato presidente di CinemaScore Online dal 1999 al 2002. Il sito web includeva un database di quasi 2000 lungometraggi. Prima del lancio, i risultati di CinemaScore erano stati pubblicati su Las Vegas Review-Journal e sul Reno Gazette-Journal. L'espansione di CinemaScore su Internet includeva un abbonamento settimanale via email ai cinefili per tenere il passo con le notizie sulle reazioni del pubblico.
Nel 1999, CinemaScore ha valutato circa 140 film all'anno, tra cui il 98-99% delle principali uscite in studio. Per ogni film, i dipendenti hanno intervistato 400-500 spettatori in tre dei 15 siti di CinemaScore, tra cui le città di Las Vegas, Los Angeles, San Diego, Denver, Milwaukee, St. Louis, Dallas, Atlanta, Tampa, Phoenix e Coral Springs.
Nell'estate del 2002, CinemaScore ha riferito che la stagione ha avuto il più grande voto collettivo dal 1995. Nell'estate del 2000, 25 film su 32 hanno ricevuto un voto A o B. Ventisei dell'estate dei 30 film del 2001 hanno ottenuto voti analoghi, mentre 32 dei 34 film dell'estate del 2002 hanno ottenuto voti simili, il secondo in un decennio.
Dal luglio 2014, CinemaScore comunica i risultati anche su Twitter, e dal 16 gennaio 2016 inizia con Collateral Beauty ad inserire un'immagine con il poster del film sulla sinistra e il voto ottenuto sulla destra.

## Rating

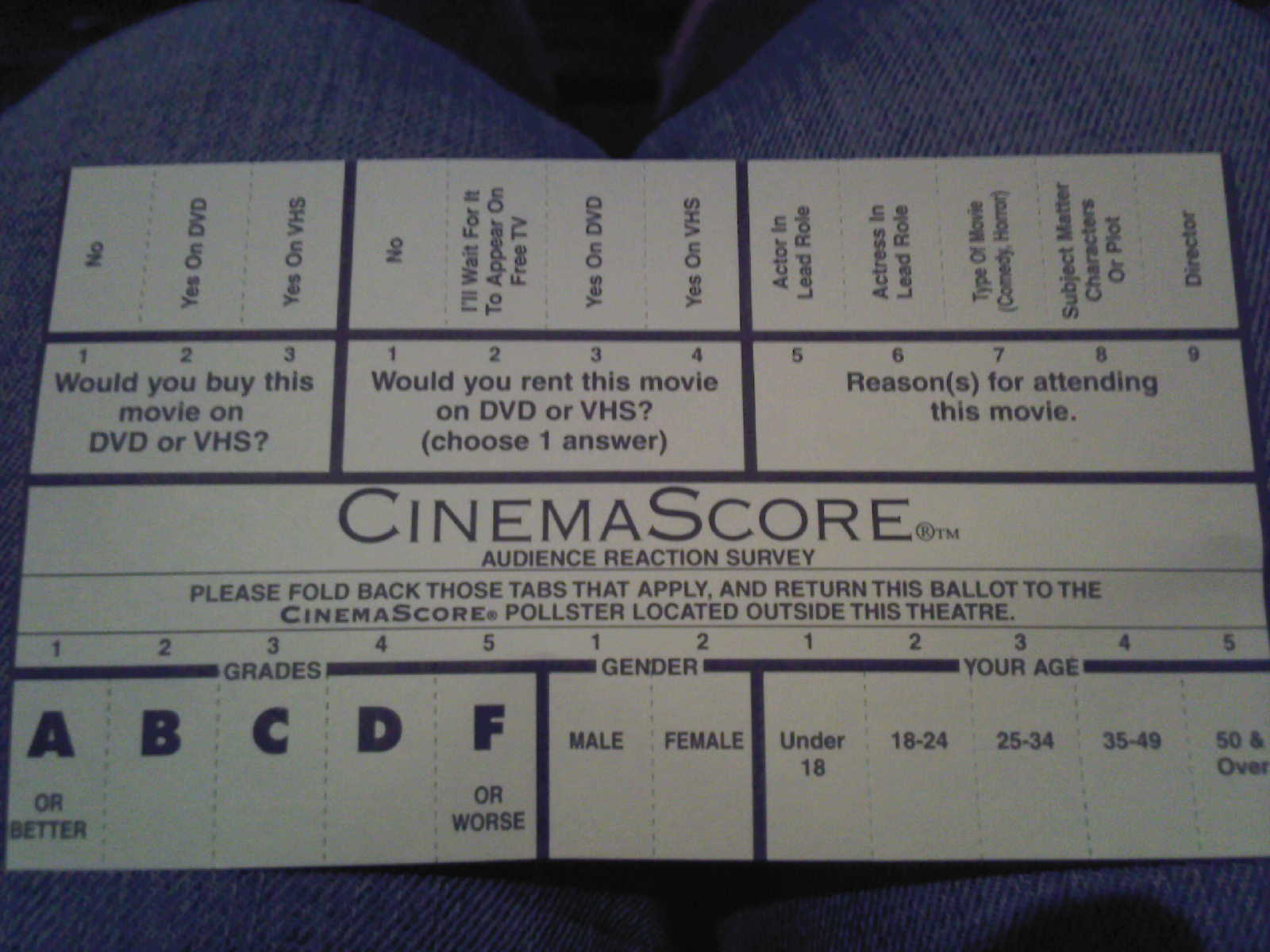
Una carta CinemaStore per il rating del film

Da 35 a 45 team di rappresentanti di CinemaScore sono presenti in 25 grandi città del Nord America. Ogni venerdì, i rappresentanti in cinque città scelte a caso danno al pubblico dei giorni di apertura una piccola scheda di indagine.
La carta chiede età, sesso, voto per il film (A, B, C, D o F), se noleggiano o comprano il film su DVD o Blu-ray e perché scelgono il film. CinemaScore riceve in genere circa 400 schede per film; la società stima un tasso di risposta del 65% e un margine di errore del 6%.
Un voto complessivo di A + e F è calcolato come media dei voti dati dal pubblico che ha visto i film. In questo caso, i voti diversi da F sono qualificati con un più (alto), meno (basso) o nessuno (medio). Le valutazioni sono divise per sesso e gruppi di età (sotto 21, 21-34, 35 e oltre). Gli studi cinematografici e altri abbonati ricevono i dati alle 11 circa. CinemaScore pubblica i voti sui social media e, sebbene i dati dettagliati siano privati, i voti vengono ampiamente condivisi dai media e dall'industria. Le pubblicità successive per film di alto livello citano spesso i loro voti CinemaScore.
Un voto A + di CinemaScore per un film in genere prevede un successo al botteghino. Dal 1982 ad agosto 2011, solo 52 film (circa due all'anno) hanno ricevuto il massimo dei voti, inclusi sette Premi Oscar per i migliori film. Tra i film A + ricordiamo Titanic, Codice d'onore, Balla coi lupi, A spasso con Daisy, Il discorso del re, Schindler's List - La lista di Schindler e Toy Story 2 - Woody e Buzz alla riscossa. Dal 2000 al febbraio 2018, c'erano 44 film con punteggio A +. Tra il 2004 e il 2014, quelli con rating A + e A hanno guadagnato rispettivamente 4,8 e 3,6 volte i risultati di botteghino nel weekend di apertura, mentre i ricavi totali dei film C erano 2,5 volte il loro weekend di apertura. Dato che il pubblico di apertura è presumibilmente più entusiasta di un film rispetto ai normali clienti, un voto di grado C è, secondo il Los Angeles Times, "cattive notizie, l'equivalente di un voto negativo". Secondo Mintz, "A è generalmente buono, i B sono generalmente traballanti, e quelli di C sono terribili: D e F non dovrebbero aver fatto il film, o lo hanno promosso in modo divertente e la folla sbagliata in assoluto è entrata in scena". Nella stessa intervista ha citato Leonardo DiCaprio e Tom Cruise come "due stelle, non importa quanto sia brutto il film, possono tirare su (le proiezioni)".
Undici film hanno ottenuto il voto F dal 2004 al 2014. Tra i film classificati come F figurano Solaris con George Clooney, Disaster Movie, Darkness, Bug, Il prescelto, e L'altra faccia del diavolo.
Le previsioni di CinemaScore per le entrate al botteghino basate sui sondaggi sono, secondo il Los Angeles Times, "sorprendentemente accurate" come "la maggior parte [delle aziende] scelte ... sono nel ballpark", nel 2009 correttamente prevedendo il successo di Una notte da leoni e il fallimento di Land of the Lost. I dirigenti di Hollywood sono divisi sulla precisione di CinemaScore. Uno ha detto a Deadline.com "Non è sempre giusto, ma è un indicatore abbastanza buono." Faccio affidamento su di esso ", mentre un altro ha detto che il concorrente PostTrak era" molto meglio ... più completo e approfondito ".